# Moje 3
Моје 3, ("Mes 3" en serbe) est un girl group serbe composé de 3 chanteuses : Mirna Radulović, Nevena Božović et Sara Jovanović.

## Biographie
Le 3 mars 2013, elles sont choisies lors d'une finale nationale pour représenter la Serbie au Concours Eurovision de la chanson 2013 à Malmö, en Suède avec la chanson Ljubav je svuda (Љубав је свуда) (L'amour est partout). À la suite du concours, elles se séparent car leur trio ne s'était formé qu'en vue de l'Eurovision.

## Discographie
- Ljubav je svuda (2013, pour représenter la Serbie au Concours Eurovision de la chanson 2013)